# Toma Caragiu

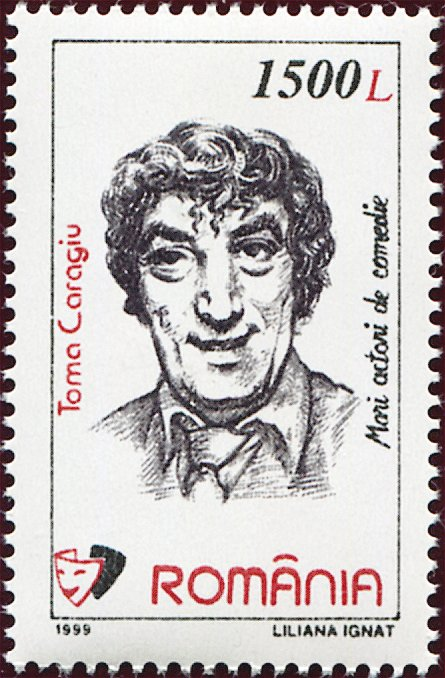
Toma Caragiu afgebeeld op een Roemeense postzegel

Toma Caragiu (Argos Orestiko, Griekenland, 21 augustus 1925 – Boekarest, 4 maart 1977) was een Roemeens acteur met een rijke geschiedenis in de wereld van theater, film en televisie. Hij is het bekendst van de komedie, maar speelde ook dramatische rollen.
Caragiu kwam uit een Aroemeens gezin dat oorspronkelijk uit het Griekse dorp Aetomilitsa in de provincie Konitsa kwam. Hij kwam om het leven in Boekarest bij een aardbeving in 1977).

## Filmografie
- Poveste sentimentală, regie Iulian Mihu, 1962
- Străzile au amintiri, regie Manole Mărcuș, 1962
- Politică și delicatese, regie Haralambie Boroș, 1963
- Cartierul veseliei, regie Manole Mărcuș, 1965
- Procesul alb, regie Iulian Mihu, 1966
- Haiducii, regie Dinu Cocea, 1966
- Vremea zăpezilor, regie Gheorghe Naghi, 1966
- Șeful sectorului suflete, regie Gheorghe Vitanidis, 1967
- Subteranul, regie Virgil Calotescu, 1967
- Răpirea fecioarelor, regie Dinu Cocea, 1968
- Răzbunarea haiducilor, regie Dinu Cocea, 1968
- Haiducii lui Șapte Cai, regie Dinu Cocea, 1970
- Zestrea Domniței Ralu, regie Dinu Cocea, 1971
- Săptămâna nebunilor, regie Dinu Cocea, 1971
- Facerea lumii, regie Gheorghe Vitanidis, 1971
- Bariera, regie Mircea Mureșan, 1972
- Explozia, regie Mircea Drăgan, 1972
- Ciprian Porumbescu, regie Gheorghe Vitanidis, 1973
- Proprietarii, regie Șerban Creangă, 1974
- Trei scrisori secrete, regie Virgil Calotescu, 1974
- Tatăl risipitor, regie Adrian Petringenaru, 1974
- Actorul și sălbaticii, regie Manole Mărcuș, 1975
- Nu filmăm să ne amuzăm, regie Iulian Mihu, 1975
- Mastodontul, regie Virgil Calotescu, 1975
- Operațiunea "Monstrul", regie Manole Mărcuș, 1975
- Premiera, regie Mihai Constantinescu, 1975
- Serenada pentru etajul XII, regie Carol Corfanta, 1976
- Condiția Penelopei (stem), regie Luminița Cazacu, 1976
- Gloria nu cântă, regie Alexandru Bocăneț, 1977
- Buzduganul cu trei peceți, regie Constantin Vaeni, 1977
- Marele singuratic, regie Iulian Mihu, 1977

- Gemeinsame Normdatei: 128502266
- International Standard Name Identifier: 0000 0000 3197 9347
- Library of Congress Control Number: n80028671
- Nederlandse Thesaurus van Auteursnamen: 132378493
- Virtual International Authority File: 69982859
- WorldCat: E39PBJB4cDXTyTMb989HXBfwmd